# Continuous-flow intersection

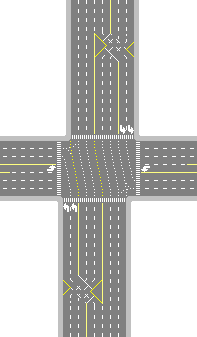
Weergave van een continuous-flow intersection

Een continuous-flow intersection of CFI, letterlijk vertaald continuestroomkruising, is een kruispunt, waarbij linksafslaand verkeer al voor het kruispunt aan de linkerkant van de weg gaat rijden. Dit soort kruispunten komen in Nederland niet voor, maar er zijn in de Verenigde Staten en Mexico zijn sinds de jaren 1950 ongeveer 40 continuous-flow intersections aangelegd. Het komt erop neer, dat het voorsorteren ver is doorgedreven. 
Een voordeel van een continuous-flow intersection is dat er minder verschillende verkeersstromen over hetzelfde punt komen. Het linksafslaande verkeer kruist het rechtdoorgaande verkeer in de andere richting niet meer op het kruispunt, maar ervoor. Daardoor kan er een fase uit de cyclus van de verkeerslichten worden gehaald. Het licht staat dan langer op groen, waardoor de capaciteit van het kruispunt groter is.
Een groot nadeel van de continuous-flow intersection is dat veel automobilisten onbekend zijn met het fenomeen. Het links rijden kan verwarring opleveren.
Bajonetkruispunt · Continuous-flow intersection · Driesprong (T-splitsing, Y-splitsing) · Hook turn · Jughandle · Kwadrantkruispunt · Michigan left · Superstreet · Viersprong